# Kokesi

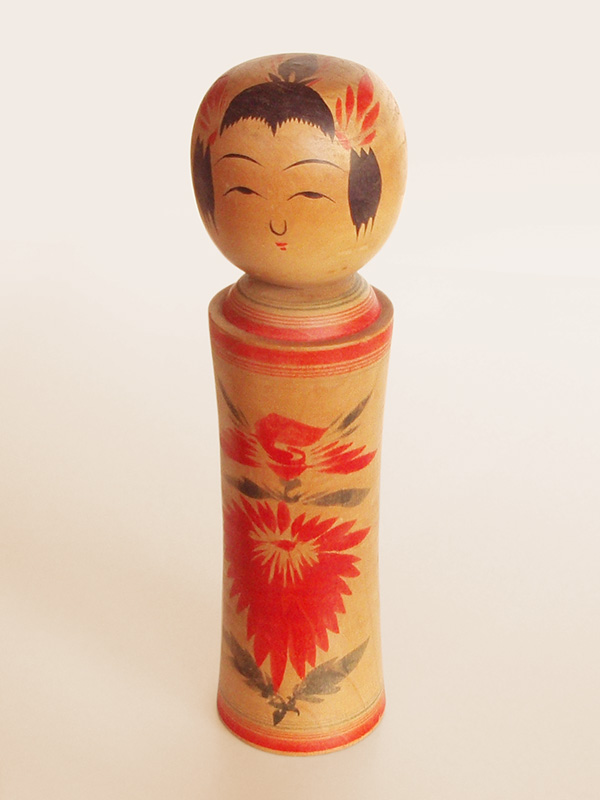
Kokesi

A fából esztergált vagy faragott Kokesi (こけし) babák Japán északkeleti részéről származnak. A Tóhoku régiójának fürdőit felkereső fürdővendégek körében az Edó-kor végétől válik népszerű szuvenírré. Elnagyolt, gömb formájú fejjel, néhány ecsetvonással ábrázolt arccal és hengeres, végtagok nélküli testtel rendelkeznek.

## Eredet és elnevezés
Az eredetileg játék céljából készült kokesi babák kifejezetten gyerekbarát módon, a könnyed fogás érdekében a gyermeki tenyérhez igazított átmérőjű testtel készültek. Egyes példányaikat talpra sem lehetett állítani. Ám a Naruko-i kokesit már szinte a kezdetektől a Lányok Ünnepén felállított babaállvány díszeként tartották számon, vaskos kialakításával képes volt már stabilan megállni. A kezdetekben a fürdő régiók közkedvelt szuvenírjeként elhíresült kokesi így vált idővel a gyermekek játékszerévé. Egyes feljegyzések említést tesznek arról, hogy a leánygyermekek előszeretettel csomagolták kis kedvenceiket párna közé, hogy aztán azt hátukra véve anyukásat játszanak.
A kokesi játékbabakénti virágkora az Edó-kor vége és a Meidzsi-kor lezárulta közti időszakra tehető. Azonban a Taisó-korszak beköszöntével a Kewpie típusú babák megjelenése beárnyékolta a kokesi népszerűségét, háttérbe szorulásával számos kokesi-készítő mester hagyott fel korábbi tevékenységével. Ezzel egyidejűleg azonban bővült a hobbi kokesi-gyűjtők köre, akiknek köszönhetően a gyerekjátékból felnőtt-kedvenccé lett kokeshi mind a mai napig fennmaradhatott az utókor számára. Mind Tokióban, Nagojában, mind Oszakában kokesi-gyűjtő körök jöttek létre, aminek eredményeként az ideiglenesen visszavonult kézművesmesterek ismételten munkához láthattak. Számos alkotás maradt ránk ebből az időszakból. 
A műgyűjtők körében a kokesi egy a polcon elhelyezett dísztárgyként, a szem gyönyörködtetésére szolgál. A gyűjtők igényeihez mérten idővel olyan újítások is szükségessé váltak, mint például a törzs kissé vaskosabbá tétele vagy éppen kecses törzsű kokeshik esetén, dőlésgátlóval történő ellátásuk. Felépítését valamint díszítését tekintve, az adott korszak aktuális divat hullámainak illetve az ú jtípusú kokeshi hatásának eleget téve, (elnevezésével ellentétben) még a hagyományos kokeshi is számos módosításon ment keresztül. Ugyanakkor egyes műgyűjtők körében az sem ritka, hogy a kokesi, még gyermekjátékként használt korszakát jellemező régebbi stílus, valamint korábbi mesterek munkáinak adaptálására merül fel az igény. Ezek az egyes rekonstruált példányok minden esetben az eredeti alkotás elnevezését örökítik tovább. 
A Mijagi prefektúrabeli Ószaki város Naruko negyedében minden év szeptemberének első hétvégéjén kerül megrendezésre az Országos Kokesi Fesztivál, melynek keretében kokeshi verseny mellett a kézműves mesterek bemutatóira is sor kerül. Illetve május 3-5. között Mijagi prefektúra Shiroishi városában tartják az Országos Kokesi Versenyt. A legkiválóbb alkotás fődíját maga a miniszterelnök adja át. A jeles kokesi versenyek nagy hármasának harmadik tagját a Jamagata prefektúra Jamagata városában, szeptemberben megrendezett Micsinoku Kokesi Fesztivál adja.
Az elnevezésről
A kokesi megnevezés területi eltéréseket mutat. A fababától a kúszó babáig és a mákszembabáig, különböző elnevezésekkel találkozhatunk. A kokesi történelme során azonban a leggyakoribb a baba szó használata volt. A háború előtti időkben a kokesi kifejezésre számos írásjel élt, azonban az 1939-ben Naruko fürdővárosában megrendezett Országos Kokesi Versenyen a ma is használatos írásjelösszetétel került egységesen elfogadásra. Egy a sógunátus végéről származó feljegyzésben, a Takamacu Csózó-iratban a még kókeshi-ként szereplő megnevezés, az Edó-kor végére már kokesiként terjed el a köztudatban.
A kokesi szó eredetét tekintve többféle nézet alakult ki. A legészszerűbb magyarázatnak azonban a fából készült mákszem baba (keshi-baba) tűnik, amely a szendai-i vörös keshi agyagbaba fából elkészített verzióját takarta. A vörös keshi babához hasonlóan a kokesi egyes vidékeken gyermekáldást hozó talizmánként terjedt el. A kokesi fejét díszítő motívum a kiotói goshó babákon, különösen a ceremoniális funkcióval bíró babákon jelenik meg először, majd kerül át a vörös keshikre is. 
A kokesi a gyermekek egészséges növekedését szolgáló amulettként is funkcionált. Azonban az újkorban a kokesi szó eredetét a szintén kokesiként olvasott, „gyermekűzés” jelentéssel bíró írásjelekkel is kapcsolatba kezdték hozni. Ezen feltételezés szerint, a kokesi a nélkülöző családok elhajtott magzatjainak kiengesztelését szolgálta. Elsőként a ’60-as években alkotó költő, Macunaga Goicsi gyermektörténetében tesz említést erről a feltevésről, de mivel korábbi alkotásaiban nem bukkan elő a kifejezés, az elképzelés hitelessége kétség tárgyát képezi. Forrásanyag hiányában ez egy néprajztudományilag megalapozatlan elképzelés maradt csupán. A kokesi szó eredetével és a kokesi hiedelemvilágbeli szerepkörével részletesebben Kató Oszamu foglalkozik.
Keletkezési háttér
Úgy tartják, hogy a kokesi megszületéséhez a következő három feltételre volt szükség. A földművesek körében a fürdőzés szokásának, mint a termény újjáéledését szolgáló ceremóniának a meghonosodása. A piros festékanyagot felhasználó kézműves termékek elterjedése.
A hegyekből a fürdővárosokba települő faműves mesterek közvetlen találkozása a fürdővendégek igényeivel. A fürdőzés szokása a korabeli lakosság 90%-át lefedő földművesség körében, különösen a fagyos Tóhokubeli földművesség körében, a kemény munka közben felgyülemlő fáradtság elűzésének valamint a társasági lét kiélvezésének fontos évközi rítusát képezte. Az év leghidegebb időszakában történő „fagyrepesztő fürdőzés”, a vetést követő „sártalanító fürdőzés”, vagy akár az év legmelegebb időszakában történő fürdőzés, ez az évi 2-3 alkalom frissítő fürdőzés fontos részét képezte a mindennapoknak. 
A piros szín, a fekete himlőtől oltalmazó szín hírében állva, előszeretettel került a gyermekjátékok színezőanyagába. A piros játék-készítőket valamint az azokat árulókat is, „piros mesterek”-nek nevezték. A piros portékák az Odavara-Hakone sávban voltak a legnépszerűbbek, elkészítési módjuk az Edó-kort követően terjedt el Tóhoku régiójában. Tóhoku földművesei a bőséges termés reményében gyakorta keresték fel Isze valamint Kotohira szentélyét. Úgy tartják, az oda vezető úton találkozhattak az odavara-i és hakone-i piros portékákkal, aminek eredményeként a piros fajátékok a tóhokui fürdővárosokban is hamarosan megjelentek. 
A harmadik feltételként tekinthető faműves mesterek városi megjelenésének hátterében az a folyamat áll, hogy a középkor óta fennálló faművesi kiváltság, -miszerint bármely hegyről is legyen szó, a nyolcadik állomás felett megtalálható faállomáyn szabadon hasznosítható-, az Edó-kor végével megszüntetésre került. A hegyekből a fürdővárosokba visszahúzódó faműves mesterek, a fürdővendégekkel közvetlenül is érintkezve fokozatosan ismerték meg azok kifinomult igényeit. A korábbiakhoz képest nagy változás következett be. 
A mindezideig tálakat és tálcákat, buddhista és vallásos kegytárgyakat nyers fából kínáló faműves mesterek helyi szuvenír formájában, díszített termékeket kezdtek el készíteni. A fürdőkbe látogató földműves réteg igényeit kielégítő piros kokeshi, a lelki és testi felfrissülést valamint a bő termést hozó hegyi istenségekkel kapcsolatban álló szerencse tárgyak jelképévé vált. Ezek alapján megállapítható, hogy a kokesi-t számos szerepkörrel ruházták fel. A kokesi nem csupán egy kedves játéktárgy, sugárzó életerőt rejtő figura, mely napjainkban műtárgyként is megállja a helyét.

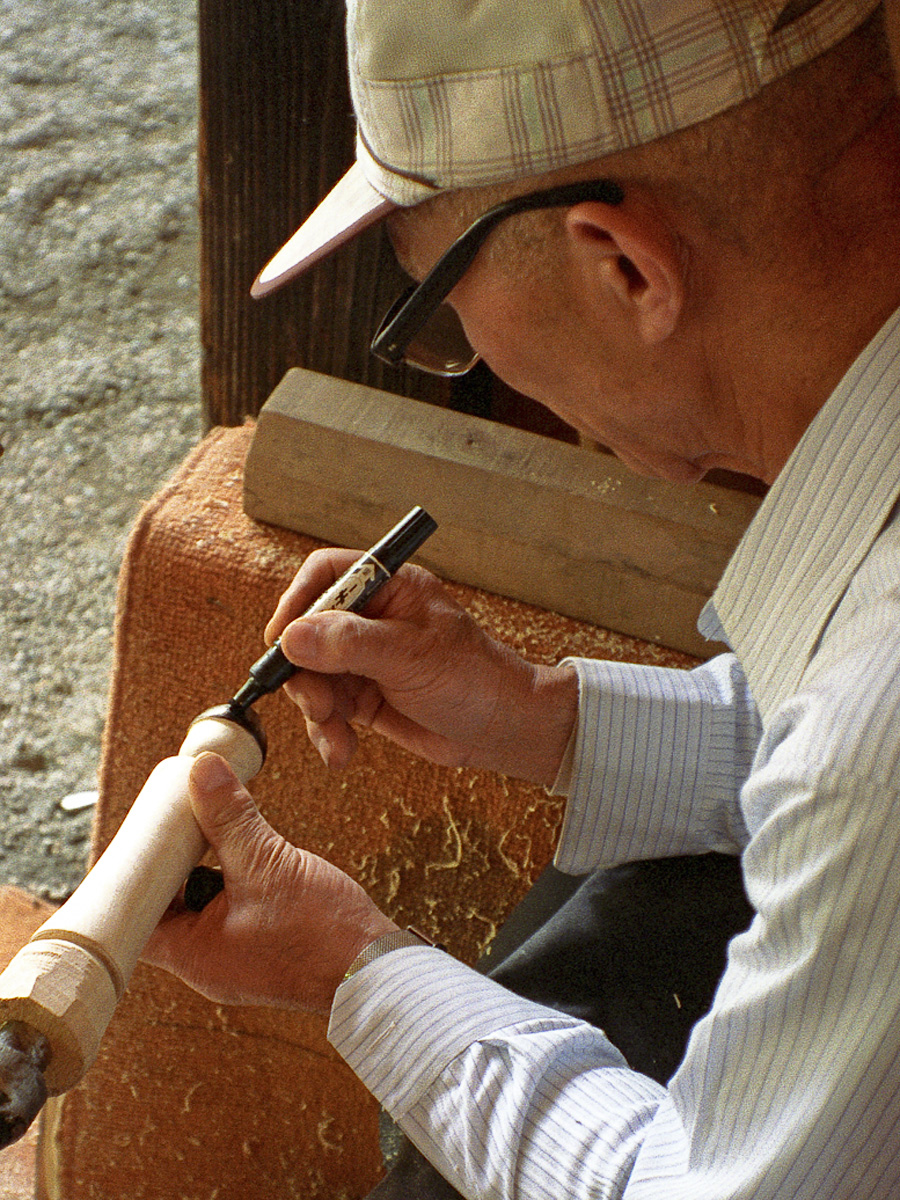
Kokesi művész munka közben

## Készítésük
A kokesik többféle fából készülhetnek. A felhasznált fa meghatározza a baba karakterét a szín és szemcseméret által, valamint befolyásolja az őt készítő mester munkájának kimenetelét is. A legelterjedtebb a sötétebb színű cseresznyefa, a japán juhar, illetve a világosabb színű, fent említett mizuki. A fa pár hónapnyi, illetve akár több évig tartó kültéri szárítás után kerül feldolgozásra. A mester esztergapad segítségével forgatja és faragja az anyagot a kívánt formára, végül simára csiszolja. A test és a fej külön készül, ezeket egy dugó segítségével csatlakoztatják egymáshoz. Ezután kerül sor az arc és a kimonó mintájának kézzel történő felfestésére. A festék megszáradása után méhviasszal vonják be a figurát.
A munkálatokat általában több ember végzi. Azt a művészt, aki egyedül lát el minden feladatot, kokesi-kódzsin-nak nevezik. Ő vágja ki a szükséges fát és készíti elő: megfelelő méretűre alakítja, és eltávolítja róla a felesleges anyagot. Maga az esztergálás nem csak fizikailag, de szellemileg is igen megterhelő feladat. A mesterek ezért gyakran osztják be úgy munkájukat, hogy egyik nap az alapot készítik el, és csak másnap foglalkoznak a festéssel, mivel karjaik túlságosan elfáradnak ahhoz, hogy biztos kézzel foghassák az ecsetet.
Már a kidzsi-ja művészek is fogadtak tanítványokat: gyakran saját gyermekeiknek, illetve feleségüknek adták át a kokesik készítésének művészetét.
Az alapanyagról
1. somfa
2. japán juhar
3. magyal
4. közönséges pagodafa

A kokesi alaktípusai
1. Alapforma:
• Zömök testforma
• Dzsizó típus (domború testforma)
2. Az alakra utaló egyéb elnevezések (Tacsiko, Nemariko, Bekke)
A kokeshi felépítéséről
1. egybe-felépítés (a test és fej egyetlen fából történő kialakítása)
2. elkülönített felépítés (a test és a fejrész utólagos összemunkálásával)
3. összeillesztett felépítés
4. egyéb (mozgatható fejjel, bab tömítéssel)

Az elkészítési folyamatról
• a megfelelő fa kiválasztása
• szállítás
• kiszárítás
• rönkvágás
• méretre szabás
• kéreghántás
• gyalulás
• csiszolás
• fehérítés
• díszítés
• lekezelés
A kokeshikészítés eszközei
1. faeszterga
2. motorikus eszterga
3. gyalu

## Típusok
A kokesi, külalakját tekintve két nagy csoportra osztható. Az eredeti kokesi stílusjegyeket követő hagyományos kokesi-re (dentó, 伝統こけし) valamint a kezdeti formákat továbbfejlesztő újtípusú (shingata, 新型こけし) kokesi-re. A hagyományos kokeshi származási helye, külalakja valamint formavilágának felhasználása szerint további kb. 10 alkategóriába sorolható.
Ugyanakkor az újtipusú kokesin belül elkülöníthetjük az iparművészeti alkotásként számon tartható produktumokat valamint a Tóhoku régión kívül is, Japán valamennyi üdülőövezetében szuvenír formájában fellelhető kokesiket.

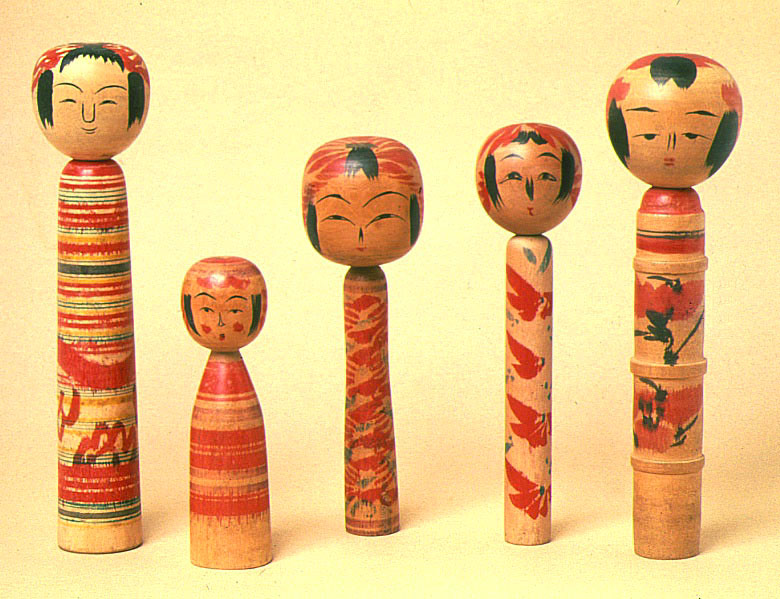
Hagyományos kokesik

### Hagyományos kokesi

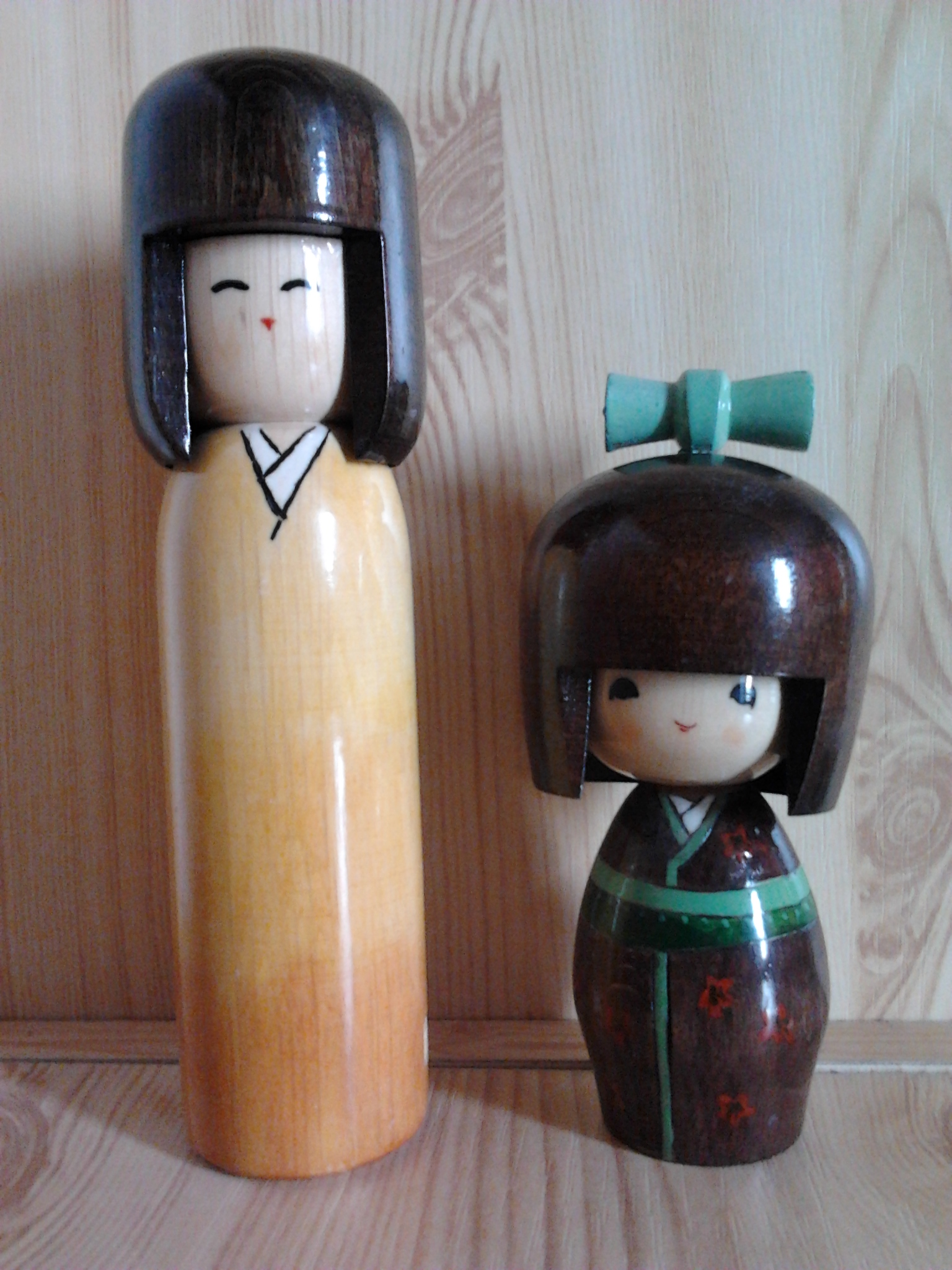
Két különböző kreatív kokesi

Alkotói többnyire vidéken tevékenykednek. Műveik egyszerűen megformáltak, kerek fejjel és hengeres, végtag nélküli testtel rendelkeznek. A korábbi ningjó-kkal ellentétben már ismert mesterek alkotásai, akik a baba aljára írják kézjegyüket. Amennyiben a baba több ember munkája, a festést végző művész nevét viseli magán.
Érdekesség, hogy a hagyományos kokesik mindegyikét lányként tartják számon.
A hagyományos kokesi származási helye szerint különféle jellegzetességekkel bír. A hagyományos kokesin belül, elsősorban a következő nagy (származási hely szerinti) csoportokat különíthetjük el.
Cucsiju-típus (土湯系) (Fukusima prefektúra, Cucsiju, Iizaka valamint Dake fürdők térségéből)
A fejrészen kígyószemet imitáló apró körökkel, a frufru és a haj közti kasze elnevezésű piros mintával. A test vonalakkal díszített.
Jadzsiró-típus (弥治郎系) (Mijagi pref., Siraisi város, Jadzsiró térségéből)
A fejrészen svájcisapkára emlékeztető többszínű körökkel, a testen vastag erezeti sávokkal, kézzel festett egyszerű gallér valamint ruhaujj mintával.
Toógatta-típus (遠刈田系) (Mijagi pref., Toógatta fürdő térségéből)
A fejrészen piros sugárjellegű díszítéssel, a homloktól az orcáig egy nyolcast formáló piros mintával. A törzs kézzel festett többnyire virág, krizantém vagy szilvavirág mintával ékesített, ritkán erezetszerű díszítéssel ellátott.
Naruko-típus (鳴子系) (Mijagi pref., Naruko fürdő térsége)
Jellegzetessége a forgatható nyakrész. A test középtájt keskenyedő, domború lencséhez hasonlatos. A test általában krizantém virágmintával díszített.
Szakunami-típus (作並系) (Jamagata és Mijagi pref., Szendai, Szakunami fürdő, Jamagata, Jonezava, Szagae valamint Tendó térségéből)
Jamagatai Szakunami-típusként is ismert. A jamagatai-típus külön besorolása is előfordul. A fejrészen piros körmotívumokkal, a testen a függőleges erezet közti krizantém mintával.
Zao-típus (蔵王高湯系) (Jamagata pref., Zao fürdő térségéből)
A fejrész piros sugármotívumokkal díszített, ám fekete bubifrizurás változata is elterjedt. A testen krizantém, cseresznyefavirág valamint egyéb növényi ábrázolások jelennek meg.
Hidzsiori-típus (肘折系) (Jamagata pref., Hidzsiori fürdő térségéből)
A fejrész piros sugarakkal vagy fekete festéssel díszített, a test krizantém és kő, bambusz elemekkel mintázott.
Kidzsijama-típus (木地山系) (Akita pref., Kidzsijama térsége)
A fejrész a nagyfelületű frufru valamint haj mellett piros sugárvonásokkal díszített. A test díszítésében a kötényes motívum a legismertebb, de krizantém szirom ábrázolás is elterjedt.
Déli-típus (南部系) (Ivate pref., Morioka és Hanamaki fürdő térségéből)
Alapdarabja eredetileg cumiként készült, mozgatható fejű, mintázatlan kokesi. Egyszerű díszítéssel ékesített darabjai is vannak.
Cugaru-típus (津軽系) (Aomori pref., Nuruju és Óvani fürdőváros térségéből)
Törzsén egyszerű erezetminta, övábrázolás valamint virág és Nebuta ábrázolás a jellemző.
A fent említett típusokon kívül is számos alfaj ismeretes.
A legdominánsabbnak a Naruko típus tekinthető. Eredetileg Mijagi prefektúrából származik, de megtalálható Akita, Ivate és Jamagata prefektúrában is. Naruko fürdőfalujának fő utcája a Kokesi utca nevet viseli, tele olyan üzlettel, amiket maguk a kokesi faragók üzemeltetnek.

### Kreatív kokesi
A második világháború után jelentek meg. Nem köthetők egy konkrét régióhoz sem, alkotóik inkább a városokban élnek. Ezekre a babákra is jellemző a végtag nélküli test, de művészeik sokkal szabadabban alkotják meg formájukat, mintáikat és színeiket. Testük ezáltal formásabb, hajat viselnek, valamint kimonóik is exkluzívabb megjelenést kaptak. A kreatív kokesik alkotójuk jellegzetes stílusának képviselői.

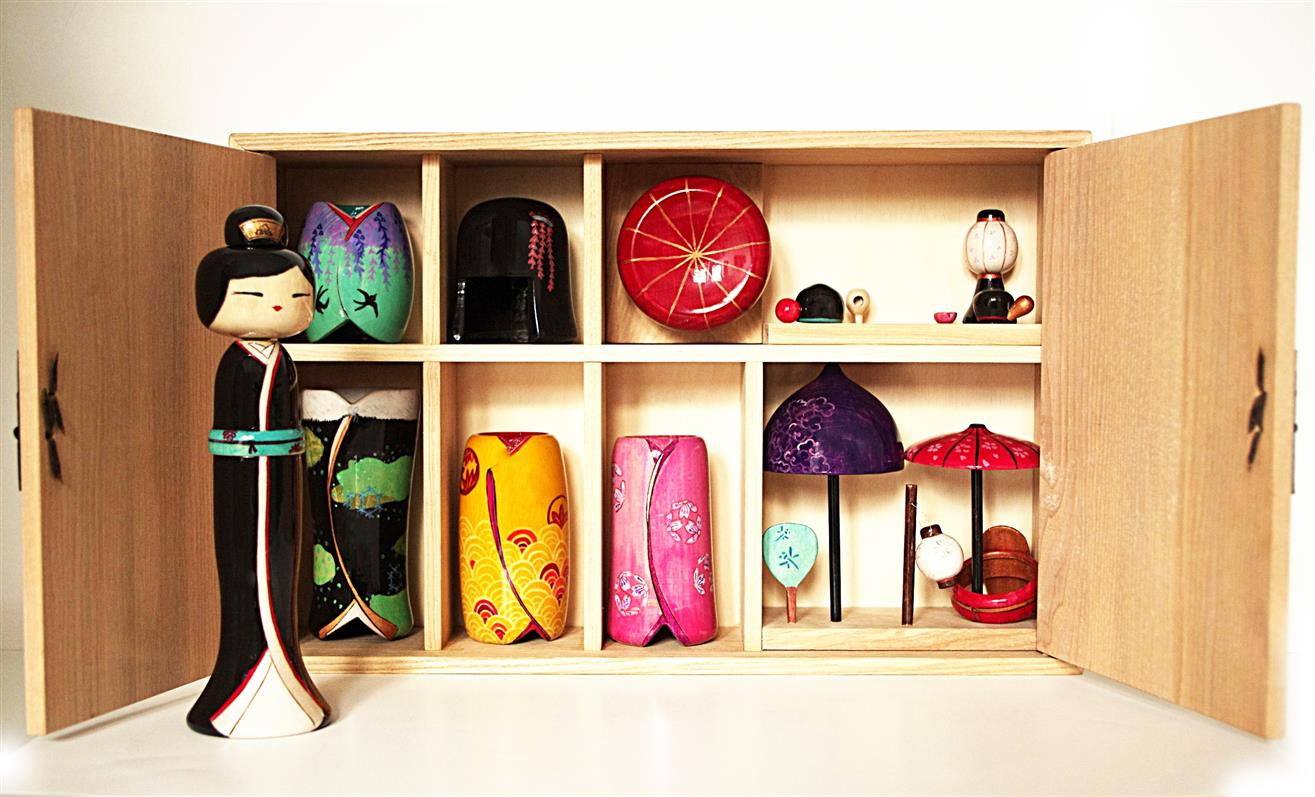
Öltöztetős kokesi – szekrénnyel(Alkotó: Tóth-Vásárhelyi Réka, fotó: Tóth Anita)

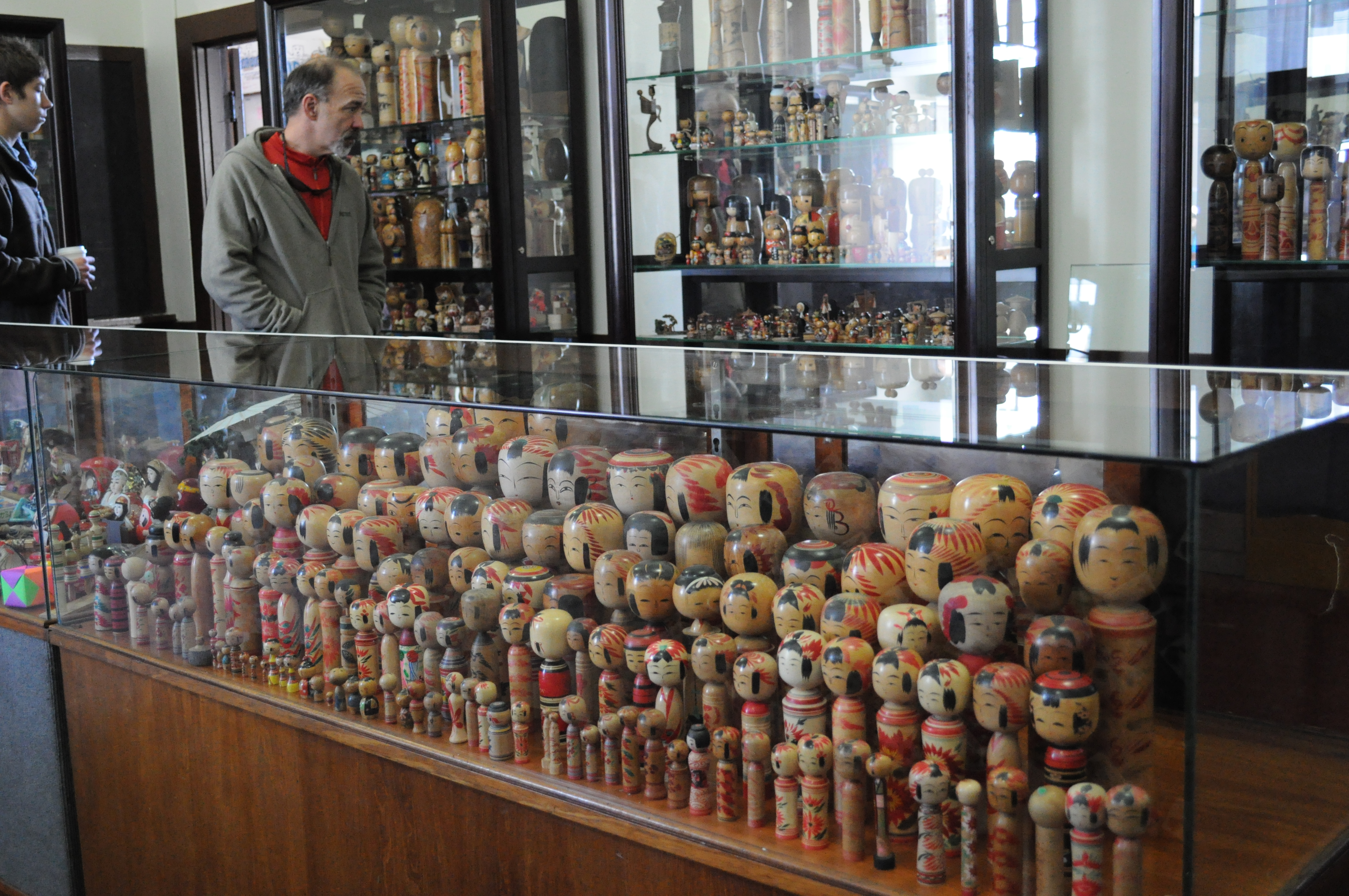
Kokesi kiállítás Seattle-ben

## Kiállítások és versenyek
Hagyományosan minden évben megrendezésre kerül a Siroisi-Zao-i Nemzeti Kokesi Kiállítás és Verseny, amelyre 2022-ben 64. alkalommal került sor. Az 57. alkalommal megrendezett eseményen 2015-ben először vett részt nem japán nemzetiségű kokesi készítő mester, a magyar Tóth-Vásárhelyi Réka személyében. 2016-ban Öltöztetős kokesi – szekrénnyel című alkotásával elnyerte a kreatív kategória fődíját. 2022-ben immár 28. alkalommal rendezték meg Sibukavában a Kreatív Kokesi Kiállítást. Kreatív kokesi versenyt rendszeresen rendeznek Tokióban is.

## Gyűjtésük
Más tárgyakkal ellentétben a kokesi-gyűjtőket az antik daraboknál az újak sokkal jobban érdeklik. Az idők során elfehéredett viasz, a sötétebbé váló fa és a kifakult színek kevésbé kívánatossá tehetnek egy-egy szép alkotást. Azonban az egyes mesterek és az ő tanítványaik rajongói ugyanúgy igényt tartanak a régebbi darabokra is, amikért bizonyos alkotók esetében igen magas összeget kell kifizetniük.
Az utóbbi évek darabjai élettel telibbek és több színt vonultatnak fel, mint a régmúlt idők babái: többek között a lila, a kék, a vörös, illetve a zöld különböző árnyalatait.

## Fordítás
- Ez a szócikk részben vagy egészben  a   Kokeshi című angol Wikipédia-szócikk ezen változatának fordításán alapul.  Az eredeti cikk szerkesztőit annak laptörténete sorolja fel. Ez a jelzés csupán a megfogalmazás eredetét és a szerzői jogokat jelzi, nem szolgál a cikkben szereplő információk forrásmegjelöléseként.
- Ez a szócikk részben vagy egészben  a(z)   こけし című japán Wikipédia-szócikk fordításán alapul.  Az eredeti cikk szerkesztőit annak laptörténete sorolja fel. Ez a jelzés csupán a megfogalmazás eredetét és a szerzői jogokat jelzi, nem szolgál a cikkben szereplő információk forrásmegjelöléseként.